# 红坚木

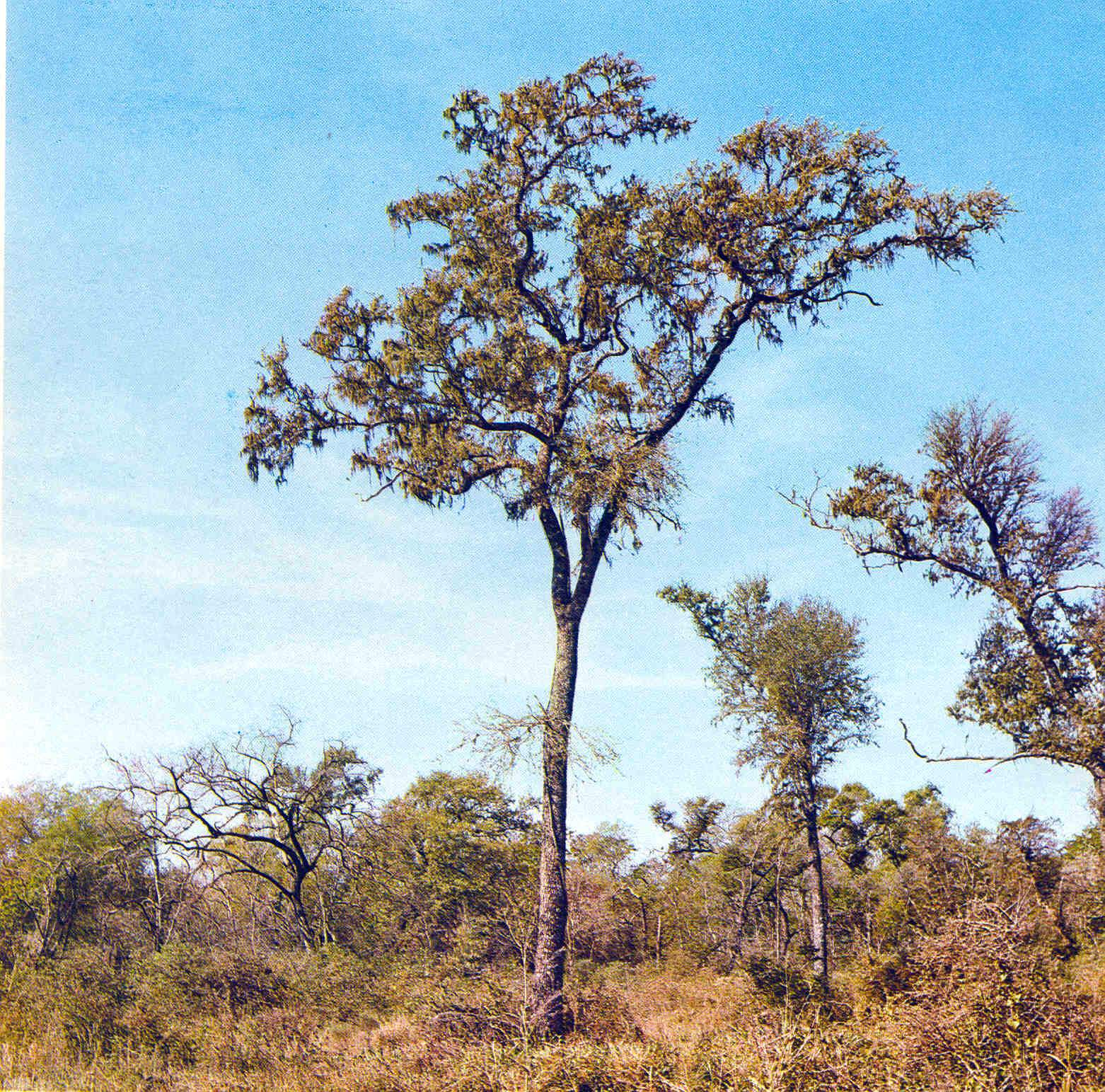

红坚木（學名：Schinopsis balansae），或称红破斧木，属于漆树科的破斧木属，原产自南美亚热带的阿根廷格兰查科和巴拉圭等地，是一种高大的硬质乔木。该树种可生长至24米高，树干直径可达1米。树干笔直，树皮灰褐色，木质坚硬，目前主要用于提炼鞣质。1956年，阿根廷宣布红坚木为其国树。